# Canals (Sant Cugat del Vallès)
Canals (també anomenat Canalsroges) és una antiga quadra unida al segle xix al municipi de Sant Cugat del Vallès (Vallès Occidental) a l'oest de Valldoreix. Durant el segle xix, després de la supressió dels senyorius jurisdiccionals i durant algun temps, va posseir ajuntament propi, i en aquest període pertangué al partit judicial de Sant Feliu de Llobregat.
L'antic castell de Canals, en runes, passà al segle xiii de la família Cervelló al monestir de Sant Cugat del Vallès, i des de llavors els seus abats duien el títol de baró de Canals. El centre del terme era l'església desapareguda de Sant Martí de Bosquerons.
El nom Canals és d'origen toponímic i es troba documentat per primera vegada l'any 986 en una permuta d'una peça de terra. En alguns documents es fa referència al color de la terra de la zona, vermellosa, i es parla doncs del lloc de Canals Roges.